# 손아섭
손아섭(孫兒葉, 1988년 3월 18일~)은 KBO 리그 한화 이글스의 외야수이다. 개명 전 이름은 '손광민(孫光敏)'이다. 2008년 시즌 후 법원에 개명 신청을 했고, 2009년 1월 16일에 법원의 승인을 받아 현재 이름으로 개명했다.

## 아마추어 시절
부산고등학교 1학년 시절부터 천재 타자라 불리며 맹활약을 했다. "방망이를 파리채 휘두르듯" 한다는 평을 들을 만큼 스윙이 좋으며, 빠른 발을 이용한 내야 안타를 많이 기록해 '부산고의 이치로' 라는 평가를 받았다.
2007년 2차 4라운드로 롯데 자이언츠의 지명을 받았다. 

## 롯데 자이언츠시절
2007년 개막전 엔트리에 포함됐으나 출전하지 못했고, 다음 날 출전해 결승타를 치는 등 주로 대타로 활약했다. 데뷔 첫 해에는 1군 4경기 출전에 그쳤다.
2008년부터는 좌익수나 지명타자로 출전했다. 특히 타격에 능해 제 2의 박정태라고 불렸다.
2008년 시즌 후 은퇴한 염종석의 등번호였던 68번으로 바꿨다. 염종석이 재활코치로 복귀한 후 다시 번호를 바꿨다. 2010년에는 우타자인 전준우와 번갈아 기용되며 2010년 8월 21일에는 데뷔 첫 두 자릿수 홈런을 기록했고, 8월 27일에는 끝내기 역전 2점 홈런을 쳐 냈으며 이 해 11홈런을 기록했다.
2011년에는 당시 외야수비코치였던 조원우의 지도를 받은 후 외야 수비가 크게 향상됐다는 평가를 받으며 데뷔 첫 골든 글러브를 수상했다.
2012년에는 공격뿐만 아니라 수비에서도 많은 발전을 보이며 시즌 내내 꾸준히 활약해 3년 연속 3할 타율과 타율 3위, 158안타로 첫 타이틀 홀더가 됐다. 또 2년 연속 외야수 부문 골든 글러브를 수상했다. 또한 최다 득표로 데뷔 2번째 골든 글러브를 수상했다.
2013년에는 172안타, 3할대 타율로 4년 연속 3할 타율, 두 자릿수 홈런과 도루를 달성하며 팀 내 타격 전 부문 1위에 올라 역대 3번째 대기록을 달성했다. 그 해 빈타에 허덕이며 포스트 시즌 진출에 실패한 팀을 혼자 이끌며 그 특유의 근성과 열정으로 빈약한 팀 타선에도 불구하고 매우 좋은 성적을 냈다. "아섭 자이언츠", "그의 롯데" 등 팬들과 야구 관계자들로부터 많은 호평을 들었다. 이병규에게 밀려 타격왕 수상에는 실패했지만, 2년 연속 안타왕을 차지했고 3년 연속으로 골든 글러브를 수상했다. 2년 연속 최다 안타 기록은 역대 5번째였다.
2014년 1월 2일 연봉 4억원에 재계약하며 8년차 프로 연봉 역대 공동 2위를 기록했다. 이는 팀 내 역대 최고 대우였다.
2014년에는 어깨 근육이 끊어진 상태에서도 5년 연속 3할 타율을 달성했고 18홈런, 10도루로 두 자릿수 홈런 및 도루를 달성했다. 외야수 중 장효조만 달성했던 외야수 4년 연속 골든글러브 수상에 성공했다.
2015년 11월 16일 MLB 포스팅을 신청했으나 응찰 구단이 없어 포스팅에 실패했다.
2017년 시즌 후 FA 자격을 취득해 4년 총액 98억 원에 FA 계약을 하며 잔류했고, 개인 통산 5번째 골든글러브를 수상했다.
2019년 이대호의 뒤를 이어 팀의 새 주장으로 선정됐다.

## NC 다이노스시절
2021년 시즌 후 2번째 FA 자격을 얻었고, 2021년 12월 24일 4년 총액 64억원(계약금 26억, 연봉 30억, 인센티브 8억)에 FA 계약을 맺고 이적했다. 그의 보상선수로는 문경찬이 지명됐다.

### 2022년
4월 6일 롯데 자이언츠와의 경기에서 역대 31번째 통산 1700경기 출장을 달성했다. 4월 8일 LG 트윈스와의 경기에서 이적 후 첫 안타를 기록했다. 4월 14일 키움 히어로즈와의 경기에서 안우진을 상대로 역대 19번째 통산 3000루타를 달성했다. 4월 28일 두산 베어스와의 경기에서 이영하를 상대로 역대 9번째 2100안타를 달성했다. 6월 18일 한화 이글스와의 경기에서 김범수를 상대로 역대 14번째 3100루타를 기록했다.
7월 30일 키움 히어로즈와의 경기에서 최원태를 상대로 KBO 리그 역대 8번째 13년 연속 세 자릿수 안타를 기록했다. 8월 6일 롯데 자이언츠와의 경기에서 이강준을 상대로 KBO 리그 역대 31번째 통산 900타점을 기록했다. 8월 27일 kt 위즈와의 경기에서 KBO 리그 역대 6번째 통산 1200득점을 기록했다. 8월 28일 kt 위즈와의 경기에서 KBO 리그 역대 30번째 1800경기 출장을 기록했다. 9월 3일 한화 이글스와의 경기에서 남지민을 상대로 KBO 리그 역대 4번째 2200안타를 기록했다. 10월 6일 SSG 랜더스와의 경기에서 이태양을 상대로 KBO 리그 역대 2번째 7년 연속 150안타를 기록했다. 10월 8일 한화 이글스와의 경기에서 윤대경을 상대로 끝내기 3루타이자 KBO 리그 역대 2번째 10년 연속 200루타를 기록했다.
시즌 138경기에 출전해 2할대 타율, 152안타(4홈런), 48타점, 72득점, 장타율 0.367, 출루율 0.347을 기록했다. 2010년 이후 두 번째로 2할대 타율을 기록했다. 시즌 후 인터뷰를 통해“올해는 정신적으로 힘든 부분이 많았다. 새 팀에서 보여줘야된다는 부담감도 있었고 팀 성적도 워낙 안 좋아서 고참으로서 스트레스가 많았다. 체력적으로도 2배나 더 힘들었던 시즌”이라며 “그런 영향 때문에 체력이 떨어졌는지는 아직 알 수는 없지만, 정신적인 부분은 팀 성적이나 개인 성적이 좋으면 간단히 해결되는 부분이다. 내년에는 체력적으로 준비를 잘 해 슬럼프가 길어지는 걸 막도록 노력하겠다”고 밝혔다.

### 2023년
주장으로 선임됐다.
4월 12일 kt 위즈와의 경기에서 KBO 리그 역대 10번째 통산 3200루타를 기록했다. 4월 15일 SSG 랜더스와의 경기에서 KBO 리그 역대 9번째 7000타수를 달성했다. 4월 16일 SSG 랜더스와의 경기에서 이로운을 상대로 KBO 리그 역대 21번째 통산 900사사구를 기록했다. 5월 20일 삼성 라이온즈와의 경기에서 최하늘을 상대로 KBO 리그 역대 5번째 통산 400번째 2루타를 기록했다. 6월 14일 두산 베어스와의 경기에서 알칸타라를 상대로 KBO 리그 역대 3번째 2300안타를 기록했다. 6월 20일 LG 트윈스와의 경기에서는 김진성을 상대로 KBO 리그 역대 9번째 3300루타를 기록했다. 6월 30일 kt 위즈와의 경기에서 KBO 리그 역대 27번째 1900경기 출장을 기록했다. 6월 한 달 간 80타수 30안타(1홈런), 16득점, 15타점, 타율 0.375, 출루율 0.421, 장타율 0.513를 기록했다. 7월 5일 키움 히어로즈와의 경기에서 장재영을 상대로 안타를 기록하며 양준혁을 제치고 통산 안타 단독 2위로 올라섰다. 7월 13일 롯데 자이언츠와의 경기에서 KBO 리그 역대 5번째 14년 연속 세 자릿수 안타를 기록했다.
9월 8일 롯데 자이언츠와의 경기에서 김상수를 상대로 KBO 리그 역대 12번째 통산 900사구를 달성했다. 9월 9일 롯데 자이언츠와의 경기에서 박세웅을 상대로 KBO 리그 역대 2번째 11년 연속 200루타, 역대 최초 8년 연속 150안타를 기록했다. 9월 12일 롯데 자이언츠와의 경기에서 KBO 리그 역대 3번째 통산 1300득점을 기록했다. 9월 21일 키움 히어로즈와의 경기에서 아리엘 후라도를 상대로 KBO 리그 역대 9번째 3400루타를 기록했다. 9월 28일 KIA 타이거즈와의 경기에서 파노니를 상대로 KBO 리그 역대 2번째 통산 2400안타를 기록했다.
2023년 시즌 140경기 출장해 187안타(5홈런) 97득점 65타점 타율 0.339 출루율 0.443 장타율 0.393을 기록했다. KBO 타율상, KBO 안타상을 수상했으며, 시즌 종료 후 KBO 골든글러브 지명타자 부문 수상자가 됐다.
2022년에 2009년 이후로 처음으로 3할대 이하 타율을 기록했지만, 2023년에 반등하는 모습을 보여주면서 NC 다이노스의 플레이오프 진출에 기여했다.

#### 포스트시즌

##### 와일드카드 결정전
두산 베어스와의 와일드카드 결정전에서 5타수 2안타 기록했다.
- 기록

| 타율  | 경기 | 타수 | 득점 | 안타 | 2루타 | 3루타 | 홈런 | 루타 | 타점 | 도루 | 도실 | 볼넷 | 사구 | 삼진 | 병살 | 장타율 | 출루율 | 실책 |
| ----- | ---- | ---- | ---- | ---- | ----- | ----- | ---- | ---- | ---- | ---- | ---- | ---- | ---- | ---- | ---- | ------ | ------ | ---- |
| 0.400 | 1    | 5    | 0    | 2    | 0     | 0     | 0    | 2    | 0    | 0    | 0    | 0    | 0    | 3    | 0    | 0.400  | 0.400  | 0    |

##### 준플레이오프
SSG 랜더스와의 준플레이오프에서 3경기 출장해 13타수 4안타 3득점 1타점을 기록했다.
- 기록

| 타율  | 경기 | 타수 | 득점 | 안타 | 2루타 | 3루타 | 홈런 | 루타 | 타점 | 도루 | 도실 | 볼넷 | 사구 | 삼진 | 병살 | 장타율 | 출루율 | 실책 |
| ----- | ---- | ---- | ---- | ---- | ----- | ----- | ---- | ---- | ---- | ---- | ---- | ---- | ---- | ---- | ---- | ------ | ------ | ---- |
| 0.308 | 3    | 13   | 3    | 4    | 1     | 0     | 0    | 5    | 1    | 1    | 0    | 2    | 0    | 2    | 0    | 0.385  | 0.400  | 0    |

##### 플레이오프
kt 위즈와의 플레이오프에서 5경기 출장해 21타수 9안타 2득점 3타점을 기록했다. 플레이오프 2차전을 제외한 전 경기에서 안타를 기록하는 활약을 했다.
- 기록

| 타율  | 경기 | 타수 | 득점 | 안타 | 2루타 | 3루타 | 홈런 | 루타 | 타점 | 도루 | 도실 | 볼넷 | 사구 | 삼진 | 병살 | 장타율 | 출루율 | 실책 |
| ----- | ---- | ---- | ---- | ---- | ----- | ----- | ---- | ---- | ---- | ---- | ---- | ---- | ---- | ---- | ---- | ------ | ------ | ---- |
| 0.429 | 5    | 21   | 2    | 9    | 1     | 0     | 0    | 10   | 3    | 0    | 0    | 0    | 0    | 3    | 0    | 0.476  | 0.429  | 1    |

### 2024년
4월 20일 KIA 타이거즈와의 경기에서 1회초 야수선택으로 출루하면서 3루주자 박민우를 불러들이는 타점을 기록했다. 이 기록으로 KBO리그 역대 24번째 통산 1000타점을 기록했다. 4월 24일 두산 베어스와의 경기에서 3번 지명타자로 출전하면서 KBO리그 역대 19번째 통산 2000경기를 기록했다. 6월 15일 삼성 라이온즈와의 경기에서 이승현을 상대로 솔로홈런을 기록했다. 이 홈런으로 KBO리그 역대 2번째 2500안타를 기록했다. 6월 19일에 열린 두산 베어스와의 경기에서는 9회초 김민규를 상대로 안타를 치면서 KBO리그 역대 최다안타 타이기록인 2504안타를 기록했다. 6월 20일 두산 베어스와의 경기에서 2번 지명타자로 출장해 알칸타라를 상대로 6회초 2사에서 안타를 기록했다. 이 안타로 KBO리그 역대 최다안타인 2505안타를 기록했다.

### 2025년
4월 25일 삼성 라이온즈와의 경기에서 양창섭을 상대로 안타를 치면서 KBO리그 역대 8번째 3600루타 기록을 달성했다. 5월 20일 한화 이글스와의 경기에서 5번 지명타자로 출장해 KBO리그 역대 12번째 2100경기 출장을 기록했다. 같은 경기에서 2회말 문동주를 상대로 2루타를 기록하면서 KBO리그 역대 5번째 450 2루타 기록을 달성했다.

## 한화 이글스시절
2025년 7월 31일 2026 신인 드래프트 3라운드 지명권과 현금 3억원 1:1 트레이드되어 이적하였다.

## 국가대표 경력
- 2013년 WBC
- 2014년 인천 아시안 게임
- 2015년 WBSC 프리미어 12
- 2017년 WBC

## 수상경력
- KBO 안타상 : 2012년, 2013년, 2017년, 2023년
- KBO 타율상 : 2023년
- KBO 골든글러브 : 2011년, 2012년 2013년, 2014년, 2017년 (외야수 부문), 2023년 (지명타자 부문)

## 별명
- 싸이월드에서 유래된 '오빠므찌나'라고 불린다.
- 롯데 자이언츠의 마스코트인 거인을 합친 '작은 거인'이라고 불린다.
- 디시인사이드 롯데 자이언츠 갤러리에서 시작된 인터넷 밈인 '마 갱기에 집중 안하나'에서 유래된 '마갱집'이라고 불린다.

## 트리비아
- 우투좌타지만 평상시에는 왼손을 사용하는 왼손잡이이다.
- NC 다이노스 이적 후 별명을 활용한 'OPPA MUZZINA AN MUZZINA' 에코백과 티셔츠를 발매했다.[22]

## 출신 학교
- 양정초등학교
- 부산개성중학교
- 부산고등학교

## 주요 기록
| 기록                      | 날짜            | 소속팀 | 상대팀 | 상대투수 | 구장 | 기타                               |
| ------------------------- | --------------- | ------ | ------ | -------- | ---- | ---------------------------------- |
| 역대 37번째 통산 1700경기 | 2022년 4월 6일  | NC     | 롯데   |          | 창원 | 이전 기록: 2021년 10월 29일 황재균 |
| 역대 30번째 통산 1800경기 | 2022년 8월 28일 | NC     | kt     |          | 창원 | 이전 기록: 2022년 8월 14일 황재균  |
| 역대 27번째 통산 1900경기 | 2023년 6월 30일 | NC     | kt     |          | 수원 | 이전 기록: 2022년 9월 11일 이용규  |
| 역대 19번째 통산 2000경기 | 2024년 4월 24일 | NC     | 두산   |          | 잠실 | 이전 기록: 2023년 8월 2일 박경수   |
| 역대 12번째 통산 2100경기 | 2024년 5월 20일 | NC     | 한화   |          | 창   | 이전 기록: 2025년 4월 17일 김현수  |

| 기록                     | 날짜            | 소속팀 | 상대팀 | 상대투수 | 구장 | 기타                              |
| ------------------------ | --------------- | ------ | ------ | -------- | ---- | --------------------------------- |
| 역대 9번째 통산 7000타수 | 2023년 4월 15일 | NC     | SSG    | 백승건   | 문학 | 이전 기록: 2022년 9월 29일 최형우 |

| 기록                           | 날짜            | 소속팀 | 상대팀 | 상대투수 | 구장 | 기타                              |
| ------------------------------ | --------------- | ------ | ------ | -------- | ---- | --------------------------------- |
| 역대 9번째 통산 2100안타       | 2022년 4월 28일 | NC     | 두산   | 이영하   | 잠실 | 이전 기록: 2019년 6월 23일 김태균 |
| 역대 8번째 13시즌 연속 100안타 | 2022년 7월 30일 | NC     | 키움   | 최원태   | 창원 | 이전 기록: 2021년 10월 1일 이대호 |
| 역대 4번째 통산 2200안타       | 2022년 9월 3일  | NC     | 한화   | 남지민   | 대전 | 이전 기록: 2020년 7월 24일 김태균 |
| 역대 2번째 7시즌 연속 150안타  | 2022년 10월 6일 | NC     | SSG    | 이태양   | 창원 | 이전 기록: 2018년 9월 13일 박용택 |
| 역대 5번째 400 2루타           | 2023년 5월 20일 | NC     | 삼성   | 최하늘   | 창원 | 이전 기록: 2020년 8월 6일 최형우  |
| 역대 3번째 통산 2300안타       | 2023년 6월 14일 | NC     | 두산   | 알칸타라 | 창원 | 이전 기록: 2018년 6월 8일 박용택  |
| 역대 5번째 14시즌 연속 100안타 | 2023년 7월 13일 | NC     | 롯데   | 구승민   | 창원 | 이전 기록: 2022년 7월 6일 이대호  |
| 역대 최초 8시즌 연속 150안타   | 2023년 9월 9일  | NC     | 롯데   | 박세웅   | 창원 | 역대 최초                         |
| 역대 2번째 통산 2400안타       | 2023년 9월 28일 | NC     | KIA    | 파노니   | 창원 | 이전 기록: 2019년 4월 17일 박용택 |
| 역대 2번째 통산 2500안타       | 2024년 6월 15일 | NC     | 삼성   | 이승현   | 창원 | 이전 기록: 2020년 10월 6일 박용택 |
| 역대 5번째 450 2루타           | 2025년 5월 20일 | NC     | 한화   | 문동주   | 창원 | 이전 기록: 2025년 4월 11일 김현수 |

| 기록                           | 날짜            | 소속팀 | 상대팀 | 상대투수 | 구장 | 기타                              |
| ------------------------------ | --------------- | ------ | ------ | -------- | ---- | --------------------------------- |
| 역대 19번째 통산 3000루타      | 2022년 4월 14일 | NC     | 키움   | 안우진   | 고척 | 이전 기록: 2022년 4월 6일 김현수  |
| 역대 14번째 통산 3100루타      | 2022년 6월 18일 | NC     | 한화   | 김범수   | 창원 | 이전 기록: 2022년 6월 8일 김현수  |
| 역대 2번째 10시즌 연속 200루타 | 2022년 10월 8일 | NC     | 한화   | 윤대경   | 창원 | 이전 기록: 2019년 9월 25일 이대호 |
| 역대 10번째 통산 3200루타      | 2023년 4월 12일 | NC     | kt     | 고영표   | 창원 | 이전 기록: 2022년 9월 8일 김현수  |
| 역대 9번째 통산 3300루타       | 2023년 6월 20일 | NC     | LG     | 김진성   | 창원 | 이전 기록: 2023년 6월 11일 김현수 |
| 역대 2번째 11시즌 연속 200루타 | 2023년 9월 9일  | NC     | 롯데   | 박세웅   | 창원 | 이전 기록: 2020년 10월 4일 이대호 |
| 역대 9번째 통산 3400루타       | 2023년 9월 21일 | NC     | 키움   | 후라도   | 사직 | 이전 기록: 2023년 9월 17일 김현수 |
| 역대 8번째 통산 3600루타       | 2025년 4월 25일 | NC     | 삼성   | 양창섭   | 대구 | 이전 기록: 2024년 8월 21일 김현수 |

| 기록                      | 날짜            | 소속팀 | 상대팀 | 상대투수 | 구장 | 기타                              |
| ------------------------- | --------------- | ------ | ------ | -------- | ---- | --------------------------------- |
| 역대 31번째 통산 900타점  | 2022년 8월 6일  | NC     | 롯데   | 이강준   | 사직 | 이전 기록: 2022년 8월 3일 나성범  |
| 역대 24번째 통산 1000타점 | 2024년 4월 20일 | NC     | KIA    | 네일     | 광주 | 이전 기록: 2023년 9월 23일 양의지 |

| 기록                     | 날짜            | 소속팀 | 상대팀 | 상대투수 | 구장 | 기타                            |
| ------------------------ | --------------- | ------ | ------ | -------- | ---- | ------------------------------- |
| 역대 6번째 통산 1200득점 | 2022년 8월 27일 | NC     | kt     |          | 창원 | 이전 기록: 2022년 4월 9일 최정  |
| 역대 3번째 통산 1300득점 | 2023년 9월 12일 | NC     | 롯데   |          | 사직 | 이전 기록: 2023년 5월 10일 최정 |

| 기록                       | 날짜            | 소속팀 | 상대팀 | 상대투수 | 구장 | 기타                              |
| -------------------------- | --------------- | ------ | ------ | -------- | ---- | --------------------------------- |
| 역대 21번째 통산 900 4사구 | 2023년 4월 16일 | NC     | SSG    | 이로운   | 문학 | 이전 기록: 2022년 7월 13일 이대호 |
| 역대 12번째 통산 900 4구   | 2023년 9월 8일  | NC     | 롯데   | 김상수   | 창원 | 이전 기록: 2022년 7월 13일 이대호 |

## 통산 기록
| 연도 | 팀명   | 타율  | 경기 | 타수 | 득점 | 안타 | 2루타 | 3루타 | 홈런 | 루타 | 타점 | 도루 | 도실 | 볼넷 | 사구 | 삼진 | 병살 | 실책 |
| ---- | ------ | ----- | ---- | ---- | ---- | ---- | ----- | ----- | ---- | ---- | ---- | ---- | ---- | ---- | ---- | ---- | ---- | ---- |
| 2007 | 롯데   | 0.167 | 4    | 6    | 2    | 1    | 1     | 0     | 0    | 2    | 1    | 0    | 0    | 0    | 0    | 1    | 0    | 0    |
| 2008 | 롯데   | 0.303 | 80   | 218  | 31   | 66   | 11    | 1     | 3    | 88   | 17   | 2    | 3    | 28   | 2    | 35   | 4    | 1    |
| 2009 | 롯데   | 0.186 | 34   | 86   | 11   | 16   | 4     | 0     | 3    | 29   | 4    | 1    | 1    | 9    | 0    | 16   | 3    | 1    |
| 2010 | 롯데   | 0.306 | 121  | 422  | 85   | 129  | 23    | 0     | 11   | 185  | 47   | 6    | 2    | 50   | 1    | 82   | 2    | 4    |
| 2011 | 롯데   | 0.326 | 116  | 442  | 79   | 144  | 25    | 5     | 15   | 224  | 83   | 13   | 4    | 43   | 2    | 80   | 6    | 7    |
| 2012 | 롯데   | 0.314 | 132  | 503  | 61   | 158  | 26    | 0     | 5    | 199  | 58   | 10   | 5    | 41   | 6    | 79   | 7    | 3    |
| 2013 | 롯데   | 0.345 | 128  | 498  | 83   | 172  | 23    | 4     | 11   | 236  | 69   | 36   | 7    | 64   | 3    | 88   | 9    | 8    |
| 2014 | 롯데   | 0.362 | 122  | 483  | 105  | 175  | 25    | 3     | 18   | 260  | 80   | 10   | 3    | 80   | 5    | 78   | 7    | 4    |
| 2015 | 롯데   | 0.317 | 116  | 445  | 86   | 141  | 28    | 1     | 13   | 210  | 54   | 11   | 6    | 68   | 1    | 96   | 6    | 8    |
| 2016 | 롯데   | 0.323 | 144  | 575  | 118  | 186  | 33    | 1     | 16   | 269  | 81   | 42   | 4    | 92   | 3    | 104  | 4    | 3    |
| 2017 | 롯데   | 0.335 | 144  | 576  | 113  | 193  | 35    | 4     | 20   | 296  | 80   | 25   | 8    | 83   | 4    | 96   | 7    | 2    |
| 2018 | 롯데   | 0.329 | 141  | 553  | 109  | 182  | 32    | 5     | 26   | 302  | 93   | 20   | 3    | 68   | 2    | 99   | 15   | 4    |
| 2019 | 롯데   | 0.295 | 134  | 512  | 78   | 151  | 22    | 1     | 10   | 205  | 63   | 13   | 8    | 52   | 1    | 92   | 6    | 4    |
| 2020 | 롯데   | 0.352 | 141  | 540  | 98   | 190  | 43    | 0     | 11   | 266  | 85   | 5    | 0    | 61   | 2    | 56   | 9    | 1    |
| 2021 | 롯데   | 0.319 | 139  | 542  | 88   | 173  | 29    | 2     | 3    | 215  | 58   | 11   | 6    | 61   | 3    | 67   | 15   | 5    |
| 2022 | NC     | 0.277 | 138  | 548  | 72   | 152  | 29    | 4     | 4    | 201  | 48   | 7    | 3    | 59   | 3    | 76   | 9    | 3    |
| 2023 | NC     | 0.339 | 140  | 551  | 97   | 187  | 36    | 3     | 5    | 244  | 65   | 14   | 3    | 50   | 2    | 67   | 10   | 2    |
| 2024 | NC     | 0.285 | 84   | 333  | 45   | 95   | 16    | 0     | 7    | 132  | 50   | 6    | 2    | 16   | 0    | 65   | 1    | 0    |
| 통산 | 18시즌 | 0.321 | 2058 | 7833 | 1361 | 2511 | 441   | 34    | 181  | 3563 | 1036 | 232  | 68   | 925  | 40   | 1277 | 120  | 60   |

- 빨간 글씨는 한국 프로야구 역사상 최고 기록
- 굵은 글씨는 해당 시즌 최고 기록